# Christiaan de Wet
Christiaan Rudolf de Wet (Smithfield közelében, Oranje Szabadállam, 1854. október 7. – Dewetsdorp közelében, Dél-Afrika, 1922. február 3.) búr tábornok, a britek ellen vívott búr háborúk idején fontos katonai pozíciókat töltött be és a csapatok egy jelentős részét ő vezette, a gerilla-hadviselés egyik úttörője volt.

## Élete

### Ifjúkora
De Wet 1854-ben született Leuwkopban, Smithfield közelében. Édesapja Jacobus Ignatius de Wet, édesanyja Aletta Strydom. Családja dewetsdorpi farmján gyakran segített szüleinek a gazdaság működtetésében. Egy búr farmer gyermekeként csak formális oktatásban részesült. 19 éves korában feleségül vette Cornelia Margaretha Krugert, akitől néhány év leforgása alatt több mint 16 gyermeke született. 1877-ben a család a Transvaal Köztársaságba költözött, Vredfort kerületbe, majd onnan Heidelbergbe mentek.

### Pályafutása
1880-ban de Wet 27 éves volt, amikor kitört az angol-búr háború (későbbi nevén az első búr háború). Harcolt a Heidelberg Kommandóban, a Laing’s Nek-i csata során kitűnt bátorságával, és hősiességével. Később a háború utolsó jelentős ütközetében is részt vett, amely Majuba-hegyi csata volt.
A család 1882-ben a mezőgazdaságáról ismert Suikerboskop-ba költözött.
1885-ben beválasztották a népgyűlésbe (Volksraad), ám csak egyetlen ülésen vett részt mert úgy döntött megveszi apja régi farmját, ezért családjával együtt visszaköltöztek Oranje Szabadállamba. 1889-ben őt választották a Felső-Modder folyó vidékének képviselőjének a népgyűlésben, ezen posztot egészen 1898-ig ő birtokolta. 1899-ben de Wet több kortársával együtt ráeszmélt, hogy háború készülődik, ugyanis a britek ismét Dél-Afrika bekebelezésének tervét vették fejükbe. A tábornok egy fehér arab telivért vett magának, amivel később számos csatában részt vett. De Wet és három fia (Kotie, Izak, Christiaan) együtt kapták meg behívóikat, majd a Heilbron Kommandóban szolgáltak.

#### A második búr háború

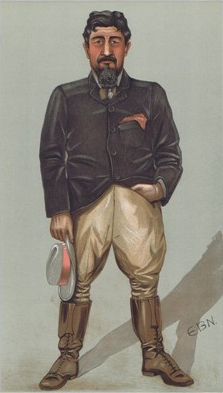
De Wet az angol Vanity Fair nevű angol hetilap egy karikatúráján (1902)

A második búr háború során 1900 márciusában hajnali gerillatámadást indítottak az angolok ellen, és de Wet itt szerzett magának kimagasló elismertséget és hírnevet. Az akció a Korn Spruiti csata néven vonult be a történelembe, s a búrok győzelmével végződött. Kiválóan művelte a gerilla-hadviselést. A háború után megjelent önéletrajzi könyvében leírta az ellenség előrenyomulásának feltartóztatásakor alkalmazott módszereket: 

„A legjobb lóval rendelkező burgherek a szomszédságban található magaslat vagy kopje (kis domb) mögött maradtak. S midőn a közelgő ellenség megpillantott maga előtt 200-300 burghert megállította a menetoszlopot és előrevitte ágyúit. A felállított ágyúkkal ezután lőni kezdte a domboldalt, mely mögött a búrok táboroztak. De mivel embereink nem kívántak az ágyútűz célpontjai lenni, szép csendesen eltűntek szem elől. Az angolok pedig tovább lőtték a dombot és oldalba támadó csapattestet küldtek ki jobb-és balfelé. Olykor órákba telt, mire meggyőződtek róla, hogy egy fia búr sincs a domb mögött. Az ilyen és ehhez hasonló taktika tette lehetővé, hogy azoknak a burghereimnek is, akiket lovuk állapota gátolt a gyors mozgásban, idejük legyen visszavonulni.
Az ilyen utóvédharcok alkalmával olykor megesett, ha kedvező helyzetben voltunk, hogy tőrbe csaltuk az ellenséget, s azután vagy foglyul ejtettük, vagy arra késztettük őket, hogy lőfegyvereink golyózáporában visszarohanjanak és úgy hozzák előre ágyúikat és fő erőiket... ”

– Christiaan de Wet: A háború három éve

 De Wet háború vége felé szomorúan látta, hogy a legtöbb búr parancsnok Európába menekült, feladva ezzel a harcot. Ő azonban kijelentette, hogy amennyiben csapatai vannak, kész folytatni a háborút. Az egyre növekvő veszteségek és a brit koncentrációs táborok hatékonyságának következtében azonban végül de Wet is megadásra kényszerült.

#### A háború után
1902-ben családjával visszatért Rooiportba, tönkrement farmjára. Felesége azonban megunta az örökös költözködést és félelmet, ezért még ebben az évben elhagyta. Az idős tábornok ekkor könyvet írt visszaemlékezéseiről, amely A háború három éve címmel hatalmas sikert aratott és 6 nyelvre lefordították.
Nem hagyott fel a politikával, és 1914-ben megalapította a Nemzeti Pártot. 1914-ben számos másik búr vezetővel felkelést szervezett az angol uralom ellen és csatlakozott a Manie Maritz által megalakított egységes búr Dél-Afrikai Köztársasághoz, amelynek ideiglenes vezetője lett. 1915-ben azonban a felkelést a brit és dél-afrikai katonaság leverte. Ezt követően visszavonult, és dewetsdorpi farmján élte le utolsó éveit. Felhagyott szinte mindennel, már birtokaival sem foglalkozott annyit mint régen.
De Wet fokozatosan gyengült, és hosszas betegség után, 1922. február 3-án hunyt el farmján életének 68 évében. Smuts lett miniszterelnök, aki a következőket mondta róla: „A herceg és egy nagy ember esett ma”. De Wet állami temetést kapott Bloemfonteinben. Születésének 100. évfordulójára lovas szobrot emeltek tiszteltére.

## Képgaléria

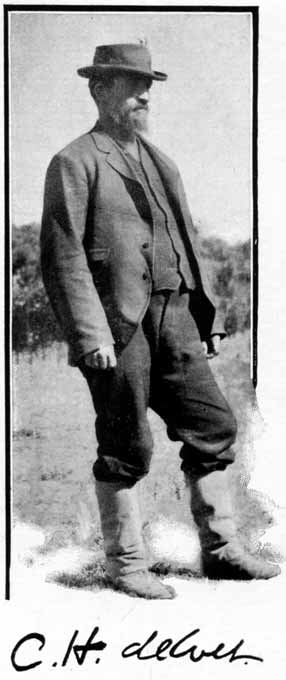
De Wet tábornok
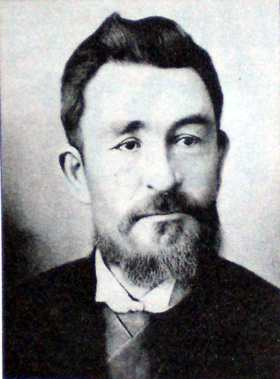
De Wet tábornok
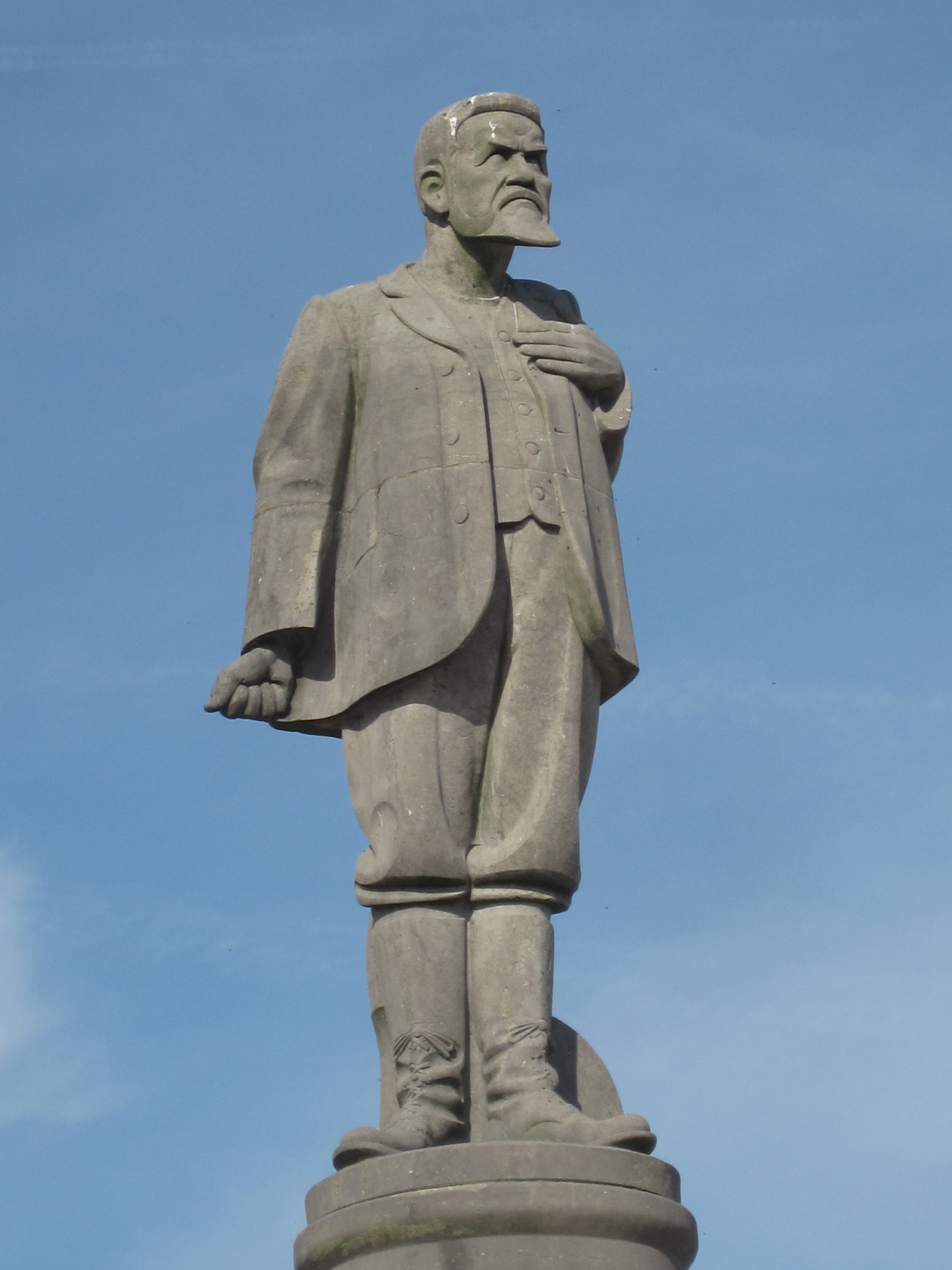
De Wet tábornok szobra (Hoge Veluwe, Hollandia)